# Главный военный совет

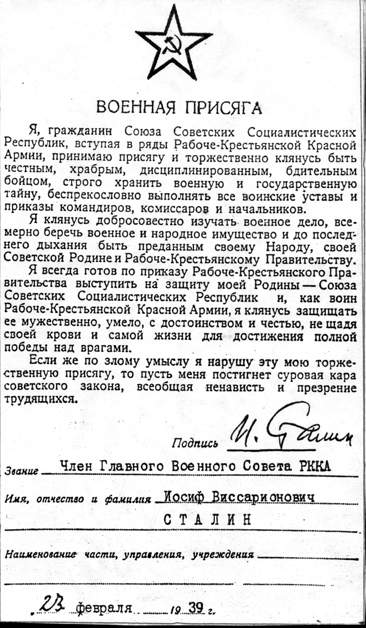
Военная присяга члена Главного Военного Совета РККА И. В. Сталина, принятая и подписанная 23 февраля 1939 года.

Главный Военный совет Рабоче-Крестьянской Красной Армии — коллегиальный орган Народного комиссариата обороны СССР или Народного комиссариата Военно-Морского Флота СССР с 1938 по 1941 годы.
Сокращённые наименования — ГВС РККА, ГВС КА.

## История

### 1938 год
Совет Народных Комиссаров СССР и Центральный Комитет Всесоюзной Коммунистической партии (большевиков) приняли совместное Постановление № 322, от 13 марта 1938 года, об образовании Главного Военного совета Рабоче-Крестьянской Красной Армии (далее ГВС РККА) при Народном комиссариате обороны СССР.,,
13 марта 1938 года председателем ГВС РККА назначен Народный комиссар обороны Маршал Советского Союза К. Е. Ворошилов.
 (13.03.1938 — 24.07.1940)
13 марта 1938 года членами ГВС РККА назначены:
- И. В. Сталин (Член Политбюро ЦК ВКП(б), секретарь ЦК ВКП(б)) (13.03.1938 — 24.07.1940).[3]
- командарм 2-го ранга Федько И. Ф. (Заместитель наркома обороны) (13.03.1938 — 07.07.1938).[3]
- Мехлис Л. З. (Заместитель наркома обороны, начальник Политического управления РККА) (13.03.1938 — 17.12.1940).[3]
- армейский комиссар 2-го ранга Щаденко Е. А. (Заместитель Народного комиссара обороны СССР, начальник Управления по командному и начальствующему составу РККА) (13.03.1938 — 24.07.1940).[3]
- Командарм 1 ранга (с мая 1940 — Маршал Советского Союза) Шапошников Б. М. (Заместитель наркома обороны, начальник Генерального штаба) (13.03.1938 — 23.06.1941).[3]
- Маршал Советского Союза Блюхер В. К. (Командующий войсками Отдельной Краснознамённой Дальневосточной армии) (13.03.1938 — 22.10.1938).[3]
- Маршал Советского Союза Будённый С. М. (Командующий войсками Московского военного округа) (13.03.1938 — 23.06.1941).[3]
- командарм 2-го ранга Кулик Г. И. (Начальник Артиллерийского управления РККА) (13.03.1938 — 23.06.1941).[3]

Народный комиссар обороны СССР издал Приказ № 68 от 15.03.1938 года об образовании Главного Военного совета Рабоче-Крестьянской Красной Армии при НКО СССР в качестве коллегиального совещательного органа.
22 марта 1938 года членами ГВС РККА назначены:
- комкор Локтионов А. Д. (Начальник Военно-Вохдушных Сил РККА) (22.03.1938 — 24.07.1940).[3]
- Павлов Д. Г. (Начальник АБТУ РККА) (22.03.1938 — 23.06.1941).[3]

В апреле 1938 года в Народном комиссариате Военно-Морского Флота СССР создан Главный Военный совет Военно-Морского Флота (далее ГВС ВМФ). ГВС ВМФ являлся коллегиальным органом Народного комиссариата ВМФ,.
Состав Главного военного совета РК ВМФ был объявлен постановлением СНК СССР 8 апреля 1938 года. В него вошли нарком ВМФ П. А. Смирнов (председатель), секретарь ЦК ВКП(б) А. А. Жданов, заместители наркома И. С. Исаков, П. И. Смирнов-Светловский, начальник Главного штаба Л. М. Галлер, начальник политического управления М. Р. Шапошников, командующие флотами Н. Г. Кузнецов и Г. И. Левченко, начальник управления снабжения и вооружения И. С. Мушнов. С марта 1939 г. председателем Главного военного совета РК ВМФ стал нарком ВМФ Н. Г. Кузнецов.
26 июля 1938 года ГВС РККА принял постановление преобразовать Киевский военный округ в Киевский Особый военный округ (далее КОВО), а в округе создать группы армейского типа в следующем составе: Кавалерийская армейская группа, Винницкая армейская группа, Одесская армейская группа, Житомирская армейская группа.
26 июля 1938 года ГВС РККА принял постановление преобразовать Белорусский военный округ в Белорусский Особый военный округ (далее БОВО), а в округе создать группы армейского типа в следующем составе: Витебская армейская группа, Бобруйская армейская группа, ….
В сентябре — октябре 1938 года ГВС РККА провёл мероприятия по приведению войск Киевского Особого военного округа в боевую готовность для оказания военной помощи Чехословакии.

### 1939 год
9 июня 1939 года членами ГВС РККА назначены:
- Герой Советского Союза комдив Проскуров И. И. (Заместитель наркома обороны, начальник Разведывательного управления РККА) (09.06.1939 — 24.07.1940).[3]
- Тимошенко С. К. (Командующий КОВО) (09.06.1939 — 24.07.1940).[3]
- комдив Савченко Г. К. (Начальник Артиллерийского управления РККА) (09.06.1939 — 24.07.1940).[3]
- Герой Советского Союза комкор Смушкевич Я. В. (Заместитель начальника Военно-Воздушных Сил РККА) (09.06.1939 — 17.12.1940).[3]

1 сентября 1939 года принят «Закон о всеобщей воинской обязанности». В соответствии с изменившимися условиями комплектования Вооружённых Сил СССР реорганизуются центральный военный аппарат, местные органы военного управления и проводятся другие организационные мероприятия.
В сентябре — октябре 1939 года ГВС РККА провёл военный поход Красной Армии в восточные районы Польши — Западную Украину. (См. Украинский фронт и Белорусский фронт).

### 1940 год
В ноябре 1939 года — марте 1940 года ГВС РККА провёл Советско-финляндскую войну. (См. Северо-Западный фронт).
В июне — июле 1940 года ГВС РККА провёл военный поход Красной Армии в Румынию — Северную Буковину и Бессарабию. (См. Южный фронт).
24 июля 1940 года произошли значительные изменения в составе ГВС РККА. Из состава совета исключены: председатель совета Маршал Советского Союза К. Е. Ворошилов; члены совета Сталин И. В., Щаденко Е. А., Локтионов А. Д., Проскуров И. И., Савченко Г. К.
Членами ГВС РККА назначены:
- Председатель — Народный комиссар обороны Маршал Советского Союза С. К. Тимошенко (24.07.1940 — 23.06.1941)
- Жданов А. А. (Член Политбюро ЦК ВКП(б), секретарь ЦК ВКП(б)) (24.07.1940 — 23.06.1941).
- Маленков Г. М. (член Оргбюро ЦК ВКП(б), секретарь ЦК ВКП(б)) (24.07.1940 — 23.06.1941).
- С. М. Будённый, заместитель наркома
- Г. И. Кулик, заместитель наркома
- Л. 3. Мехлис, заместитель наркома
- Б. М. Шапошников, начальник Генерального штаба
- Я. В. Смушкевич, начальник управления ВВС Красной армии
- Г. К. Жуков, командующий КОВО
- К. А. Мерецков, командующий округом
- Д. Г. Павлов, командующий округом

В 1940 году Главный Военный совет Рабоче-Крестьянской Красной Армии переименован в Главный военный совет Красной Армии (ГВС КА).
17 декабря 1940 года членом ГВС КА назначен:
- Герой Советского Союза генерал-лейтенант авиации Рычагов П. В. (Начальник Главного управления Военно-Воздушных Сил КА) (17.12.1940 — 24.05.1941).[3]

### 1941 год
24 мая 1941 года членом ГВС КА назначен:
- генерал-лейтенант авиации Жигарев П. Ф. (Начальник Главного управления Военно-Воздушных Сил КА) (24.05.1941 — 23.06.1941).[3]

Июнь 1941 года
- Председатель ГВС ВМФ:[8]

- адмирал Кузнецов Н. Г. (нарком ВМФ).

- Члены ГВС ВМФ:

- Жданов А. А., секретарь ЦК ВКП(б);
- адмирал Исаков И. С. (Первый заместитель наркома ВМФ, начальник Главного морского штаба);
- армейский комиссар 2 ранга Рогов И. В. (Заместитель наркома ВМФ, начальник Главного управления политической пропаганды ВМФ);
- адмирал Галлер Л. М. (Заместитель наркома ВМФ);
- вице-адмирал Левченко Г. И. (Заместитель наркома ВМФ);
- генерал-лейтенант авиации Жаворонков С. Ф. (Начальник военно-воздушных сил ВМФ).

В своих воспоминаниях Г. К. Жуков писал, что важные, принципиальные вопросы деятельности армии в Наркомате обороны рассматривались на ГВС КА. По этим вопросам принимались постановления. Вопросы особой важности, как правило, рассматривались в присутствии Секретаря Политбюро ЦК ВКП(б) И. В. Сталина и других членов Политбюро ЦК ВКП(б) приглашаемых на совет.
22 июня 1941 года ГВС КА руководил боевыми действиями Красной Армии в Великой Отечественной войне. (См. Великая Отечественная война, Северный фронт Северо-Западный фронт, Западный фронт, Юго-Западный фронт, Южный фронт).
22 июня 1941 года ГВС КА был в составе:
- Председатель ГВС КА:

- Народный комиссар обороны Маршал Советского Союза С. К. Тимошенко.

- Члены ГВС КА:

- Маршал Советского Союза Будённый С. М. (Первый заместитель наркома обороны, Командующий Группой армий РГК)
- Маршал Советского Союза Шапошников Б. М. (Заместитель наркома обороны)
- Маршал Советского Союза Кулик Г. И. (Заместитель наркома обороны по артиллерии)
- генерал армии Жуков Г. К. (Заместитель наркома обороны, начальник Генерального штаба)
- генерал армии Мерецков К. А. (Заместитель наркома обороны по боевой подготовке)
- генерал армии Павлов Д. Г. (Командующий войсками Западного Особого военного округа)
- генерал-лейтенант авиации Жигарев П. Ф. (Начальник Главного управления Военно-Воздушных Сил КА)
- Жданов А. А. (Член Политбюро ЦК ВКП(б))
- Маленков Г. М. (Член Политбюро ЦК ВКП(б))

23 июня 1941 года ГВС КА упразднён.
Преемственность коллективного руководства в решении вопросов обороны переместилась в Ставку Главного Командования, образованную 23 июня 1941 года постановлением СНК СССР (Председатель СНК СССР И. В. Сталин.) и ЦК ВКП(б) (Секретарь ЦК ВКП(б) И. В. Сталин).